# Skeppshultcykeln

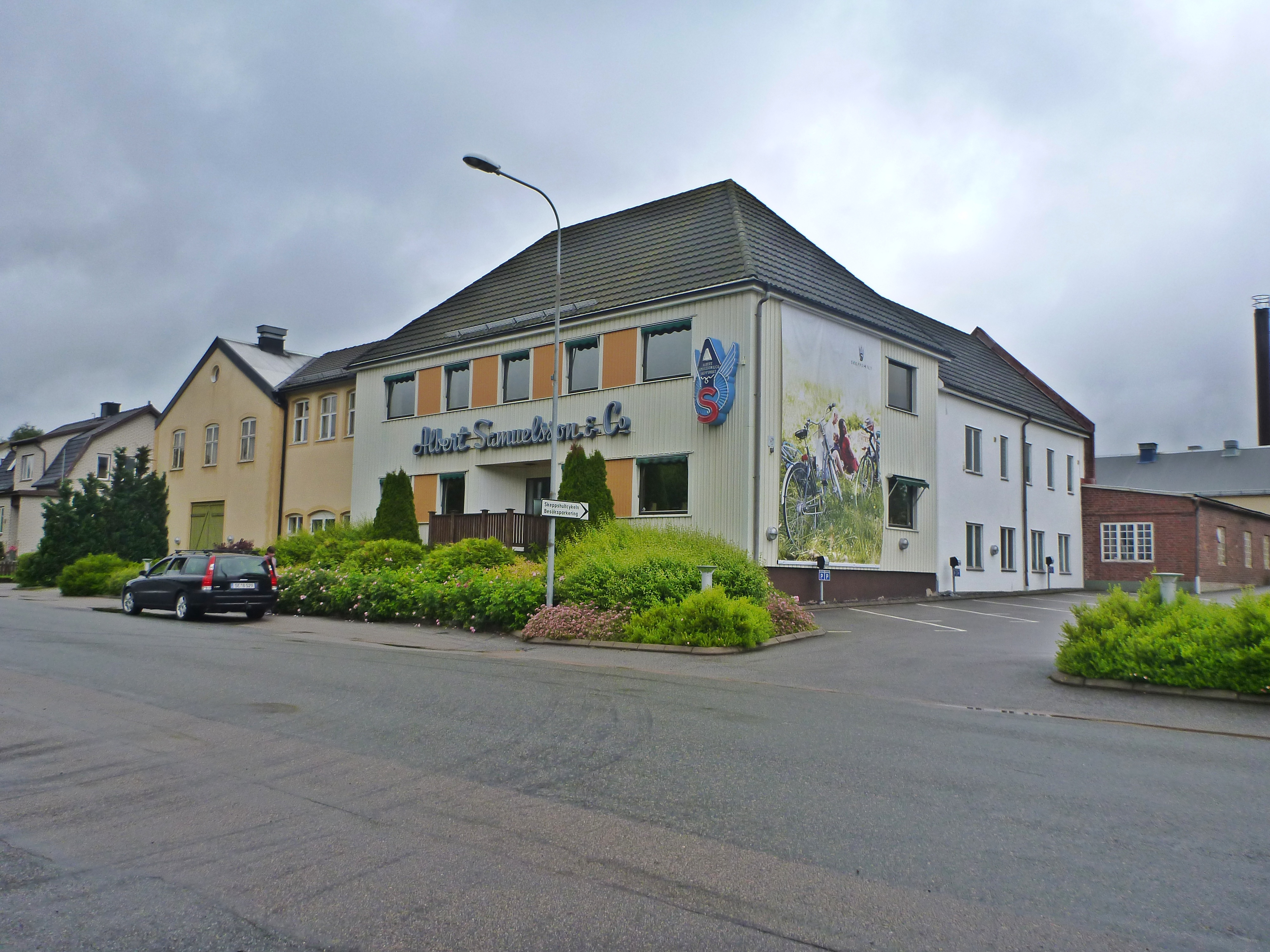
Skeppshultcykeln AB cykeltillverkare

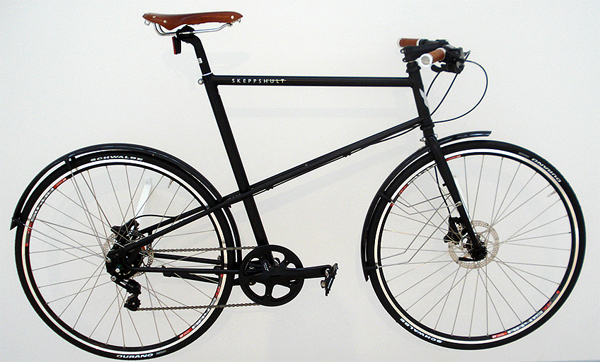
Skeppshults modell Z är den enda cykeln, som fått utmärkelsen utmärkt svensk form.

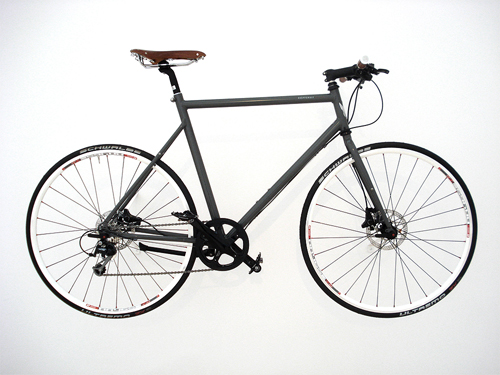
Skeppshult STC Steel 100 från 2011.

Skeppshultcykeln AB, även Albert Samuelsson & Co AB, svensk cykeltillverkare i Skeppshult i västra Småland.
Albert Samuelsson började 1911 att tillverka cyklar i Skeppshult under namnet ”Skogsstjärnan”. En rättslig tvist rörande namnet gjorde, att man under 1920-talet förlorade rätten till namnet och istället fick cyklarna namnet ”Smålands Original”. Under 1920-talet skapades även ett bolag, Albert Samuelsson & Co,  för tillverkningen och en fabrik byggdes. En stor framgång blev de trehjuliga barncyklar, vilka lanserades 1930.
År 1934 tog Arvid Samuelsson över ledningen av företaget sedan brodern Albert avlidit. Arvid Samuelsson expanderade företagets sortiment under 1940-talet med tillverkning av transport- och tandemcyklar och transportkärror. Man tillverkade även kälkar och barnstolar (nattkärl). 1945 började man tillverka cyklar under namnet ”Skeppshultscykeln”. År 1965 blev företaget ett aktiebolag. Företaget såldes 1966 till Åke Ottosson och Lennart Samuelsson.
Skeppshults modell Z är den enda cykeln som fått utmärkelsen Utmärkt svensk form (1998). Skeppshult har ett flertal gånger fått utmärkelsen "Årets cykel" för sina modeller.
Företaget har 44 anställda med en omsättning på 131 miljoner kr (2022) och tillverkar omkring 15 000 cyklar och elcyklar per år.
Cyklarnas ramar är helt gjorda i Sverige. SSAB tillverkar rören och Skeppshult svetsar och lackerar dem i fabriken.

## Modeller
- Z
- Elit
- Nova
- Pro
- Natur
- ARC
- Min
- V
- Step
- S3
- Favorit
- Smile